# Lac de Courmayeur
Pour les articles homonymes, voir Courmayeur.
Le lac de Courmayeur est un lac de la Grande Terre des îles Kerguelen dans les Terres australes et antarctiques françaises (TAAF).

## Géographie
Le lac est situé sur le plateau Central à 164 mètres d'altitude, puis par son émissaire se déverse dans le lac des Deux Îlots puis dans le fjord Bossière débouchant dans le golfe du Morbihan.